# فؤاد كحل
فؤاد نايف كَحَل (1949) ضابط عسكري وشاعر سوري. ولد في قرية سهوة بلاطة من محافظة السويداء في جبل الدروز. درس في السويداء ثم انتسب إلى الكلية الحربية السورية، وتخرّج بها ضابطًا عام 1970، ثم انتسب إلى جامعة دمشق لدراسة اللغة العربية. أحيل على التقاعد برتبة عقيد عام 1996 ليتفرغ للأدب. نشر شعره في المجلات والصحف السورية وله دواوين عديدة مطبوعة وكتب القصيدة العربية الحديثة بشقيّها التفعيلة، والنثر. 

## سيرته
ولد فؤاد بن نايف كُحْل/كَحَل سنة 1369 هـ/ 1949 م في قرية سهوة بلاطة من محافظة السويداء. درس في السويداء حتى البكالوريا، ثم انتسب إلى الكلية الحربية السورية، وتخرج عام 1970 ضابطًا في الجيش السوري، ثم انتسب إلى جامعة دمشق لدراسة اللغة العربية. عمل ظابطًا في القوات المسلحة السورية وقد خاض حرب أكتوبر في جبل الشيخ ولبنان. أحيل على التقاعد برتبة عقيد عام 1996 ليتفرغ للأدب. هو عضو في اتحاد الكتاب العرب بجمعية الشعر منذ عام 1975.

## مؤلفاته
من دواوينه الشعرية:
- صرخات للرقص العاري، 1974
- حصار الحب والموت، 1976
- العشق في الزمن الضحل، 1976
- أتولد بيروت وجهًا جميلًا، 1977
- سبعون جمرة، 1979
- مدينة الطعش، 1980
- أزهار القلب، 1981
- الجبل، 1982
- سراج الليل، 1982
- عصافير الدم، 1984
- الوردة في الروح، 1985
- للعين طعم الانطفاء، 1985
- أزهار القلب، 1989
- هذا الدم وذاك الفرح، 1989
- مرثية الروح، 1992
- طيور الأفق الغامض، 1994
- لون الأحاسيس، 1996
- فراشات الحدود القصوى، 1997
- من الدماء...مرورا بالوردة، 1998
- أشجار تتهاوى، 2000
- مكاشفات عابر سبيل، 2002
- مجاز البجعات، 2006
- كروم في بيتي، 2019

من كتبه:
- منازل كوكب أزرق، نصوص، 1996
- في فلك الغموض والوضوح نصوص نثرية، 2007